# Ichneumon tinea
Ichneumon tinea är en stekelart som beskrevs av Christ 1791. Ichneumon tinea ingår i släktet Ichneumon och familjen brokparasitsteklar. Inga underarter finns listade i Catalogue of Life.